# Caramel (canción)
«Caramel» es una canción de Blur, y es la décima pista de su álbum de 1999 13.

## Canción
«Caramel» fue escrita por Damon Albarn en 1998. Como muchas canciones del álbum, se trata de una relación y la lucha de Albarn para superar la ruptura. También se trata de su uso de heroína («caramel» es una metáfora de la heroína cuando se fuma o «persigue») y la adicción resultante que adquirió durante dicha relación. Es bastante experimental, ya lo largo de la canción, diferentes líneas cortas de guitarra de la característica de Graham Coxon. Algunos críticos lo han señalado como un punto culminante del álbum. La reseña de BBC Music decía: «canciones como «1992», «Caramel» o «No Distance Left to Run» destilaban un cansado descontento. Esta era una banda que ahora no amaba por completo el pop».
La canción en realidad termina alrededor de las 6:30, pero luego se escuchan dos pistas instrumentales ocultas cortas. La primera comienza alrededor de las 6:32 y parece ser similar a la pista final del álbum, «Optigan 1». La siguiente comienza a las 7:02 y es una composición más roquera. Comienza con el sonido de un motor al arrancar. Se cree que esto lo hizo Graham Coxon porque hizo algo similar (el sonido de encender una motocicleta) al comienzo de la canción de Kaiser Chiefs «Saturday Night».

## Usos
La canción se utilizó en una escena emocional en un episodio del drama «As If» en 2001. El programa de MTV «Eminem BIORhythm» también utilizó la canción en un momento.
La canción se tocó en vivo por primera vez en un concierto invitado que fue transmitido por BBC Radio 6 Music el 31 de julio de 2012. La banda continuó tocándola durante todos sus conciertos de 2012, apareciendo consecuentemente en Parklive.

## Versión alternativa
Otra versión de la canción, subtitulada «Ambient Version», fue grabada en las sesiones 13 . Es una versión más tranquila de la canción. Hasta su aparición en el box set Blur 21, la canción nunca fue lanzada. Se tocó públicamente una vez, cuando Alex James lo tocó en blur-radio.com en 2000 durante su programa «Hour».
Otra versión de la canción parece ser instrumental de la canción, apodada William Orbit Mix. Dura hasta las 6:30, sin incluir los salitludes (pistas instrumentales ocultas).

## Recepción en la crítica
Q lo incluyó en la lista  The Real Best of ...  de 10 canciones de Blur en 2012, donde se describió como «la anatomía de un set de ruptura hasta siete minutos de guitarras llenas de suspenso y electrónica que se construye lentamente».
La revista oficial de Blur Fan Club Blurb comparó la canción con un «número de rock clásico de principios de la década de 1970, que no se puede precisar» y dijo que, como «This Is a Low», la canción no tiene que ser un sencillo para «alcanzar el estado de Blur clásico».